# Aston Martin Rapide
L'Aston Martin Rapide est une berline quatre portes, quatre sièges, produite par la marque de luxe britannique Aston Martin dont le but est de concurrencer la Porsche Panamera sa plus proche rivale ou dans un autre registre la Maserati Quattroporte.

## Historique
Elle a été présentée pour la première fois sous la forme d'un concept car au salon de Détroit de 2006, puis officiellement présentée dans sa version définitive au Salon de Francfort de 2009. Le nom de Rapide est une référence à la Lagonda Rapide, une berline produite par Lagonda filiale du groupe Aston Martin Lagonda Ltd. depuis son rachat en 1947 par l'industriel britannique David Brown, créateur éponyme de la célèbre lignée "DB".

## Moteur et transmission
L'Aston Martin Rapide est équipée d'un moteur V12 6.0 litres issu de l'Aston Martin DB9 développant 477 ch couplé à une boîte automatique ZF à 6 rapports Touchtronic à son lancement.

## Châssis et carrosserie
La Rapide utilise la plate-forme V/H multiforme en aluminium collé/riveté renforcée de carbone que l’on retrouve sur les Aston Martin DB9, DB9 volante et la Vantage,.
L’empattement s'agrandit de 250 mm pour une longueur totale de 3 000 mm, pour assurer ainsi une habitabilité correcte et un espace intérieur très spacieux. La Rapide est une berline 4 portes de configuration 2+2, qui tire du même design que la Aston Martin DB9 mais avec deux portes supplémentaires pour l'accès aux places arrière. Les places arrière sont spacieuses et assurent un certain espace pour les jambes (jusqu'à 1,85 m).
L'habitacle est assez grand pour 4 adultes sur une distance moyenne voire longue, mais n'égale pas la Panamera. Elle est chaussée de pneus de 20 pouces Bridgestone Potenza S001.
L'ambiance à bord est digne d'une anglaise, avec un subtil mélange de bois, de cuir et d'aluminium ; le tout fait à la main dans l'atelier de Gaydon. L'inscription « hand built in England » sur le seuil de porte témoigne de la fierté d'Aston Martin à être encore un des rares constructeurs à utiliser un processus de fabrication artisanale.

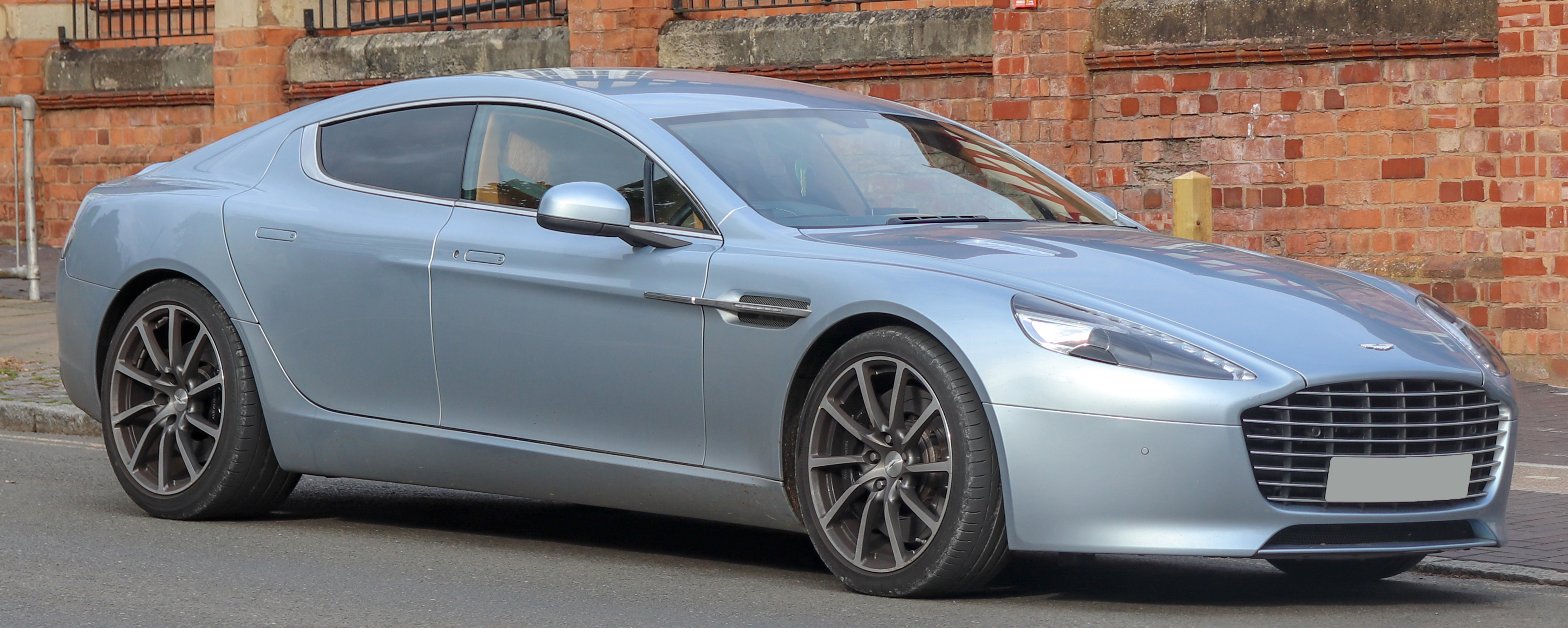
Vue avant de l'Aston Martin Rapide S.

## Aston Martin Rapide S
Dès le début de l'année 2013, une nouvelle version fait son apparition. La Rapide S comporte une calandre agrandie et plusieurs nouvelles prises d'air. Dans l’habitacle, la marque signale avoir peaufiné la qualité des matériaux.
Aston Martin a également le sens du détail, la clé de contact ECU pour Emotion Control Unit est faite de cristal et s'insère dans le logement unique prévu à cet effet au milieu de la console.
Unique au monde, ce concept propre à la marque anglaise traduit bien de sa singularité dans le monde automobile.
En 2015, pour combler son retard technologique face à sa plus proche rivale, la Panamera avec la boite PDK, Aston Martin a couplé sa Rapide S à une boîte ZF à 8 rapports.
Des évolutions mécaniques sont également à noter : le V12 de 5,9 litres passe de 477 à 558 ch à 6 750 tr/min. Le couple atteint quant à lui 620 N m. Les trains roulants sont adaptés à ce surcroît de puissance, avec notamment un amortissement adaptatif présentant trois modes. Les modifications mécaniques sur le moteur et la boîte de vitesses ont permis de réduire le temps pour passer de 0 à 100 km/h de 5,3 secondes à 4,4 secondes, et améliorer la vitesse de pointe qui passe de 303 km/h à 327 km/h.
Une Rapide S a participé aux 24 Heures de Nürburgring 2010 (en). Parmi les pilotes figure Ulrich Bez. Elle termine seconde en classe SP 8. Elle était équipée d'une nouvelle technologie introduite par Alset, un système hybride Hydrogène permettant d'utiliser l'hydrogène et l'essence individuellement ou en même temps dans un moteur à combustion interne. L'Aston Rapide S est la première voiture à participer aux 24 Heures de Nürburgring avec une alimentation basée sur l'hydrogène.

## Aston Martin Rapide E

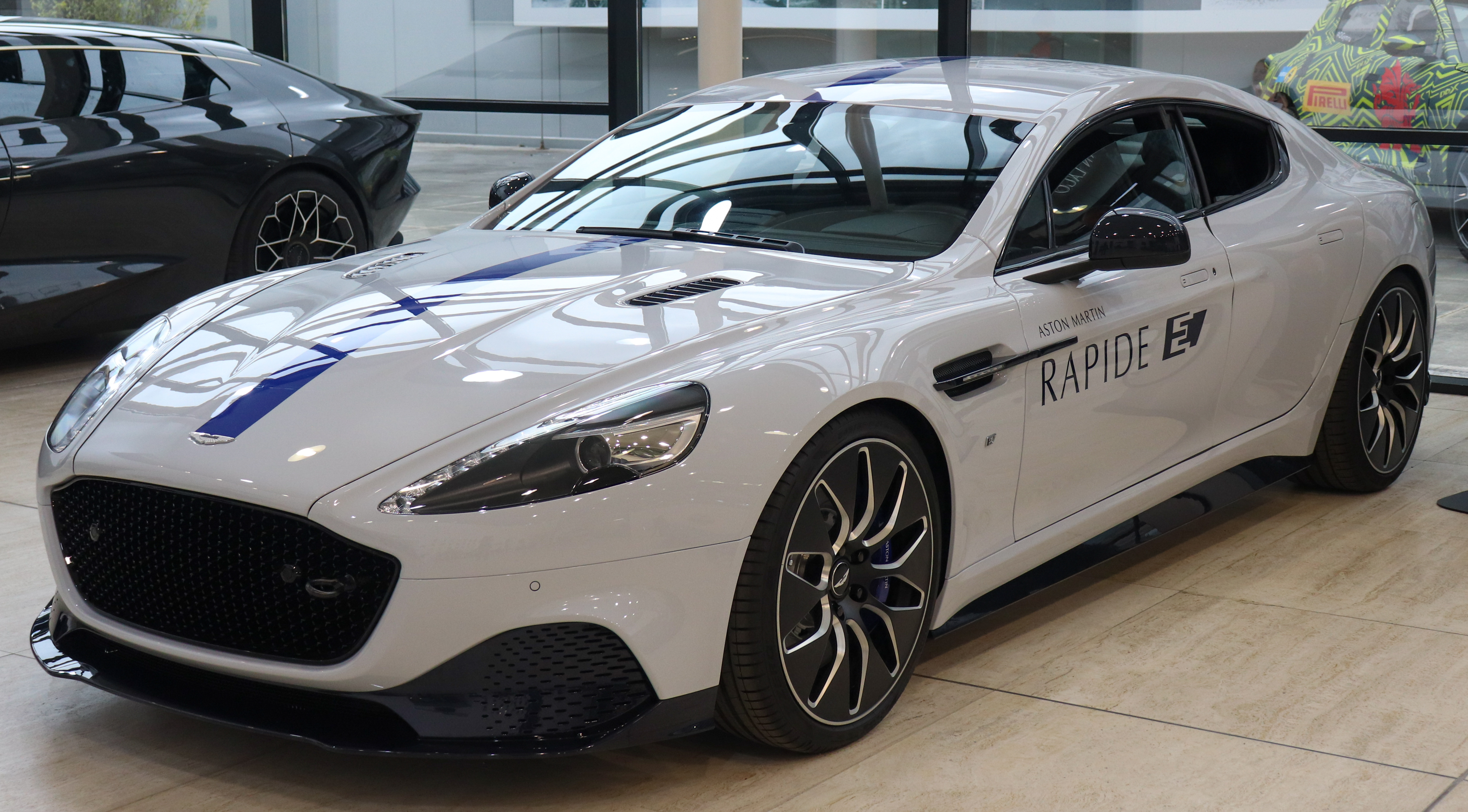
Aston Martin Rapide E.

À l'occasion du concours d'élégance à Pebble Beach, Andy Palmer, le PDG d'Aston Martin, a annoncé en août 2015 une version électrique de la future Rapide d'ici l'horizon 2018-2019, l'Aston Martin Rapide E.
Avec 610 ch et 320 km d'autonomie envisagés, elle est une concurrente de la Tesla.